# Amphophialis
Amphophialis är ett släkte av svampar. Amphophialis ingår i divisionen sporsäcksvampar och riket svampar.